# Ізабелюв (Свентокшиське воєводство)
Ізабелюв (пол. Izabelów) — село в Польщі, у гміні Конське Конецького повіту Свентокшиського воєводства.
Населення — 349 осіб (2011).
У 1975-1998 роках село належало до Келецького воєводства.

## Демографія
Демографічна структура на день 31 березня 2011 року:
|          | Загалом | Допрацездатний вік | Працездатний вік | Постпрацездатний вік |
| -------- | ------- | ------------------ | ---------------- | -------------------- |
| Чоловіки | 173     | 35                 | 120              | 18                   |
| Жінки    | 176     | 30                 | 103              | 43                   |
| Разом    | 349     | 65                 | 223              | 61                   |